# 沖本まどか
沖本 まどか（おきもと まどか）は、日本の経済学者（国際貿易論・ミクロ経済学・戦略的貿易政策）。学位は、博士（経済学）（名古屋大学・課程〈甲〉博士・2014年）。静岡県立大学経営情報学部講師・大学院経営情報イノベーション研究科講師。
独立行政法人日本学術振興会特別研究員、名古屋大学大学院経済学研究科特別研究員、静岡県立大学経営情報学部助教などを歴任。

## 概要
専門は、国際貿易論・ミクロ経済学・戦略的貿易政策。食品の貿易における情報の非対称性について研究した。日本学術振興会特別研究員を務めたのち、名古屋大学や静岡県立大学で教鞭を執った。

## 来歴

### 生い立ち
名古屋大学に進学し、経済学部経済学科に学び、2009年（平成21年）3月、同大学卒業に伴い、学士（経済学）の学位を取得。さらに名古屋大学大学院経済学研究科に進学、2011年（平成23年）3月、同大学院博士課程前期課程修了に伴い、修士（経済学）の学位を取得。その後、さらに同博士課程後期課程に進学し、在学中に博士論文「食品貿易を事例とした国際的な情報の非対称性の下での国際貿易に関する理論的研究」を執筆した。学部生の頃より多和田眞の門下となり、博士課程後期課程でも指導を受けていたが、2013年（平成25年）に多和田が退職することになった。そのため、博士課程後期課程の最後の一年間については、前半は花薗誠が指導教員となり、後半は柳瀬明彦が指導教員となった。2014年（平成26年）3月、名古屋大学大学院博士課程後期課程修了に伴い、博士（経済学）の学位を取得。

### 経済学者として
大学院在学中の2011年（平成23年）4月から2014年（平成26年）3月までの間、文部科学省独立行政法人日本学術振興会特別研究員に就任。また、2012年（平成24年）4月から2013年（平成25年）3月にかけて、経済産業省独立行政法人経済産業研究所リサーチアシスタントに就任、名古屋大学大学院経済学研究科・南山大学経済学部にて研究に従事した。ただし、日本学術振興会特別研究員は副業が禁止されているため、あくまで無償のボランティアとして経済産業研究所に雇用される形態を採った。
大学院修了後は、2014年（平成26年）4月から2015年（平成27年）3月まで、母校・名古屋大学大学院経済学研究科特別研究員に就任。また、2014年（平成26年）10月から2015年（平成27年）3月にかけて、経済学研究科非常勤講師に就任。中京大学においては、2014年（平成26年）4月より中京大学経済学部非常勤講師を兼任。
2015年（平成27年）4月、静岡県立大学経営情報学部助教に就任、主として経営情報学科の講義に携わった。また、静岡県立大学大学院経営情報イノベーション研究科助教を兼務、主として経営情報イノベーション専攻の講義に携わった。その後、静岡県立大学経営情報学部講師に昇任、引き続き経営情報学科の講義を担当した。また、静岡県立大学大学院経営情報イノベーション研究科講師を兼務し、引き続き経営情報イノベーション専攻の講義を担当した。

## 研究
専門は経済学。特に国際貿易論・ミクロ経済学・戦略的貿易政策の研究に従事。具体的には、情報の非対称性が存在する状況下での食品の貿易について研究していた。また、経済成長と食料の価格や食料安全保障との関係性についても研究していた。なお、博士課程前期課程にて修士論文として執筆した「食品貿易を事例とした国際的な情報の非対称性の下での国際貿易に関する理論的研究」が評価され、2011年（平成23年）10月9日に熊田禎宣賞が授与されている。また、「不完全競争の下での不良品が混入する食品輸入国の貿易政策と経済厚生」が評価され、2016年（平成28年）10月9日に日本地域学会奨励賞が授与されている。
日本経済学会・日本国際経済学会・日本応用経済学会・日本地域学会に所属。

## 略歴
- 2009年 - 名古屋大学経済学部卒業[4]。
- 2011年 - 名古屋大学大学院経済学研究科博士課程前期課程修了[4]。
- 2011年 - 日本学術振興会特別研究員[3]。
- 2012年 - 経済産業研究所リサーチアシスタント[3]。
- 2014年 - 名古屋大学大学院経済学研究科博士課程後期課程修了[4]。
- 2014年 - 名古屋大学大学院経済学研究科特別研究員[3]。
- 2014年 - 中京大学経済学部講師[3]。
- 2014年 - 名古屋大学大学院経済学研究科講師[3]。
- 2015年 - 静岡県立大学経営情報学部助教[3]。
- 2015年 - 静岡県立大学大学院経営情報イノベーション研究科助教。

## 賞歴
- 2011年 - 熊田禎宣賞[8]。
- 2016年 - 日本地域学会奨励賞[8]。
- 2023年 - 日本応用経済学会学術論文賞[8]。

### 註釈
1. ↑  国立大学法人名古屋大学は、国立大学法人岐阜大学と統合され、2020年に国立大学法人東海国立大学機構が設置された。

## 関連人物
- 多和田眞